# ピグモン
ピグモンは、特撮テレビドラマ『ウルトラマン』をはじめとする「ウルトラシリーズ」に登場する架空の小型怪獣。別名は友好珍獣。英字表記はPIGMON。
『ウルトラマン』で初めて登場した人間に友好的な怪獣であり、後年ではマスコット的な扱いで登場することが多い。独自の言語や小学2年生程度の知能を持つとされる。

## 『ウルトラマン』に登場するピグモン
特撮テレビ番組『ウルトラマン』第8話「怪獣無法地帯」、第37話「小さな英雄」に登場。
第8話では多々良島に生息しており、怪獣たちに襲われた測候所員の松井を助けるが、レッドキングに蹴り飛ばされた岩に潰されて命を落とす。
第37話では60匹以上の怪獣の復活を目論むジェロニモンによって再生し、その計画を科学特捜隊に知らせようと東京を訪れるが、松屋デパートのおもちゃ売場でマルサン商店製のガラモンのプラモデル（人形）を見つけて喜び、暴れ疲れて眠る。その後は科学特捜隊によって保護され、イルカの言葉を研究している権田博士によってその声を翻訳され、当初の目的に成功する。その後、科学特捜隊と共に怪獣たちのいる大岩山へ向かうがイデを庇い、再生ドラコに叩き潰されて命を落とす。この行動に感銘した科学特捜隊は、ピグモンに特別隊員の称号を贈る。
- スーツアクター：藤田修治[18][25]（第8話）、小宅雅裕[22][26]（第37話）
- 声の出演：江戸家猫八（鳴き声）[26]（第37話）、小宮山清[26]（怪獣語翻訳機）（第37話）
- 着ぐるみは『ウルトラQ』に登場した怪獣ガラモンの改造[25]。小学生が演じることから首と足を改造して30センチメートルほど身長が伸びている[27]。第37話では演技者が代わったほか、経年劣化によって印象が変わっている[27]。
- 第37話登場時は再生ピグモン[21]またはピグモン（再生）[出典 6]などの名称で記載されることが多い[29][30]。書籍『ウルトラマン白書』ではピグモン（2代目）と記載している[31]。
- 第37話の脚本では、レッドキングに摘ままれて捻り潰されたうえ、大地に叩き付けられるという最期になっていた[32]。
- 金城哲夫の『小説 ウルトラマン』ではレッドキング（二代目）が登場する回にて登場。レッドキングの注意をそらすが、第8話と同じように命を落とす。その後、ジェロニモンにより復活するが、科学特捜隊はヒマラヤで会ったはずが多々良島で会ったという。
- 初登場時に追跡のために特殊風船爆弾を撃ち込まれ、風船をつけた状態のイメージが強く、後年の『ウルトラマンマックス』の登場個体や『アニメちゃん』での風船売りなどにも踏襲されている。
- ガラモンと姿が同じであるため、何らかの関係があるのではないかとも指摘されることが多いが、円谷プロの公式見解では「他人の空似」となっている。放送当時の書籍では「姿がガラモンに似ている」と記述されていた[33]。非公式な見解ではあるが、『ウルトラQ』第16話「ガラモンの逆襲」で「複数登場したガラモンの1体が多々良島に落下し、異様な磁場の影響で命をもってピグモンになった」という説が円谷の掲示板で紹介されたこともある[信頼性要検証]。映画『ウルトラマンZOFFY ウルトラの戦士VS大怪獣軍団』に登場するピグモンはガラモンとの見分け方について、「複数いるのがガラモン、1人でいるのがピグモン」と教えている。
- 『21世紀ウルトラマン宣言』では、主な生息地は沼地。成長しても生まれた状態の身体から変態せず、人懐こいのはその「童心のまま大きくなる」ことが理由であり、それが弱点でもある。人間でいう「腕」にあたる前足が退化しているが、「手」の先のみ木の幹や岩壁にしがみつくために大きくなったのではないかとの仮説が立てられている[34]。

## 『ウルトラマンパワード』に登場するピグモン
『ウルトラマンパワード』第3話「怪獣魔境へ飛べ!」（米国版サブタイトル：A QUARTET OF CREATURE）に登場。玩具などでは、パワードピグモンの名称が用いられている。
南米の伝説で知られており、レッドキングに襲われた人を匿う小型怪獣。ギアナ高地の来訪者から食料などを盗んで生きていることから、「小さな泥棒」と呼ばれる。知能は人間の5 - 6歳児並みで、記憶力が良い。運動神経も良く、テレパシーによる危機感知能力を持つ。レッドキングの雄の襲来に際し、危険を感知して暴れる。
- 女性スーツアクターのほかにタイムキーパーも演じている[37]。
- デザインは前田真宏[38]。可愛い方向にはせず、深海生物のイメージでまとめられた[38]。顔はオコゼ、背中の鶏冠は軟質サンゴ、腹は甲殻類の甲羅、手はエビの脚をそれぞれイメージしている[38][39]。
- 背中の脊髄が剥き出しになったようなディテールはデザイン画にはなく、造形段階でアレンジされた[38]。
- 企画段階では「リトル・ピグモン」という名称候補があった[40]。

## 『ウルトラマンマックス』に登場するピグモン
『ウルトラマンマックス』第5話「出現、怪獣島!」、第6話「爆撃、5秒前!」、第36話「イジゲンセカイ」に登場。
設定では宇宙人が地球の古代人類にコンタクトを取るために送り込んだ生体コンピューターとされており、怪獣島（サブジェクト・ファントム）を制御するための安定制御装置の一部である。先代のピグモンは登場した時点で石像であったが壊され、カイト隊員に懐いた個体が最後に石像となり、暴走する島を消滅させる。
のちに第36話で再登場。シャマー星人の陰謀により、レッドキングの新たな個体ともども再びカイトたちの世界へ生体エネルギーが召喚され、シャマー星人のディメンション・フォースを受けてエリーと一体化した状態になる。エリーの姿のまま周囲（特にミズキ隊員）が気をもむほどカイトに懐くが、最後はシャマー星人のディメンション・フォースの攻撃からマックス（＝カイト）をかばってエリーと分離してピグモンのみが異次元に飛ばされ、再びサブジェクト・ファントムへ戻る。エリーとは分離したが、ピグモンの記憶がエリーの頭脳に残った。
- スーツアクター：高津房代[46][43]
- 第6話でピグモンが去った後に現れる風船は、初代を意識したものである[47]。撮影の時点では風船を使うシーンを決めず、毎日用意だけしていた[47]。
- 石像化した状態のピグモンは、台座に立たせたスーツの映像をマット画に書き直している[43]。

## 『大怪獣バトル ウルトラ銀河伝説 THE MOVIE』に登場するピグモン
映画『大怪獣バトル ウルトラ銀河伝説 THE MOVIE』に登場。
K76星に生息しており、ウルトラマンゼロを慕って彼の特訓を見守る。ゼロがウルトラマンレオを投げ飛ばした際、それによって崩壊した岩塊に潰されそうになるが、ゼロに助けられる。
- スーツアクター：こしげなみへい[51]
- 書籍『大怪獣バトル ウルトラ銀河伝説 THE MOVIE 超全集』では、ピグモンがK76星出身かは不明としている[52]。一方、『ウルトラマンX Blu-rayBOX II』の封入解説書では、K76星にピグモンが存在していたことから、宇宙由来の生物である可能性を推測している[53]。

## 『ウルトラゾーン』に登場するピグモン
『ウルトラゾーン』の各コーナーに登場。
第11話ミニコーナー「怪獣漫才」では、ナックル星人と「牙羅奈」というコンビで登場。ナックル星人に、ガラモンがピグモンとそっくりと指摘される。
第9話アイキャッチでは工事現場の作業員と並んでおり、最終回の第23話では通勤中のタカダ・リホ隊員の隣でうたた寝している姿と夜に現場監督の隣にいる姿が描かれている。

### 「スフラン島の秘蜜」
ドラマパート第11話「スフラン島の秘蜜（前編）」、第12話「スフラン島の秘蜜（後編）」に登場。
スフラン島に生息し、「幻の赤い友達」と呼ばれる怪獣。スフラン島に迷い込んだ探検隊の人間たちを助ける。対怪獣地雷を踏んで動けなくなっていた高木透を助けるため、自分が代わりに地雷の上に乗り、人間たちに脱出路を教える。諸田浩の仮説によれば、ピグモンの血液には不老不死になる力があるとされるため、地雷を踏んだまま動けないピグモンから諸田は採血を試みる。しかし、レッドキングとバンピーラとバードンが戦いの最中に倒れ込んできたため、諸田ともども地雷の大爆発に呑まれる。

## 『ウルトラゼロファイト』に登場するピグモン
『ウルトラマン列伝』内のアクションドラマ『ウルトラゼロファイト』に登場。
第1部「新たなる力」で、バット星人グラシエが怪獣墓場から間違って蘇らせた珍獣。「目障り」という理由でEXレッドキングに殺されそうになったところ、ウルトラマンゼロに助けられる。以後は地獄の四獣士と戦うゼロを見守り、怪獣墓場に来た理由を尋ねたり、ガルベロス戦の際に「自分の力を恐れるな」と応援したりする。終盤にはグラシエが倒されると彼の力で蘇ったピグモンも死ぬことが明かされてゼロは動揺するが、ピグモンは「自分は死んでもかまわない」と涙を浮かべつつゼロを応援する。最終的にはルナミラクルゼロによって救われ、怪獣墓場から旅立つゼロを見送る。
第2部「輝きのゼロ」では、ゼロをおびき出そうと企むダークネスファイブのメフィラス星人・魔導のスライに捕らえられる。駆けつけたゼロによって無事に解放されるものの、スライと共にゼロとカイザーダークネスの対決、そしてゼロダークネスの誕生を見届けることになる。その後、スライの誘いでアナザースペースへ向かい、ウルティメイトフォースゼロの全滅を目の当たりにすると、ゼロダークネスを止めようと果敢に立ちはだかり殺されそうになるが、これがゼロやウルティメイトフォースゼロの復活のきっかけとなり、最終的にはウルティメイトフォースゼロとともにマイティベースで暮らすことになる。そこではピグモンに名前を付けようという話も持ち上がったため、ジャンナインやジャンボットからは「有機生命体8号」や「ピーちゃん」、ゼロからは彼の父親であるセブンの人間体の名前を取って「モロボシくん」と提案されるが、いずれも却下される。
後日譚の『ウルトラマン列伝』最終回では、ゼロから「モロボシくん」「モッくん」「ピーちゃん」などとさまざまな名前で呼ばれ、その都度グレンファイヤーに突っ込まれる。結局、どのような名前になったのかは不明。グレンファイヤーが任務でマイティベースを離れている間、エメラナに会わせて喜んでもらおうと考えたミラーナイトたちにより、彼女のもとへ連れて行ってもらう。
- 本来は第1部で死亡する予定だったが、クランクインの前日に展開が変更された[60]。

## 『ウルトラマンX』に登場するピグモン
特撮テレビ番組『ウルトラマンX』第17話「ともだちは怪獣」に登場。
山村付近に住んでおり、近くに引っ越してきた少女サクラと友達になる。その後、ダークサンダーエナジーが落ちることを察知し、人々に危機を伝えるためにサクラが母と共に向かった多々良町のショッピングモールを訪れるも、サクラ以外の人々から恐れられて縄で縛られたうえ、ダークサンダーエナジーを察知して暴れたことで男性から暴行を受けてしまう。まもなく、ダークサンダーエナジーによる凶暴化を経たキングゲスラに破壊されたビルの瓦礫から、自分を暴行した男性を身を呈して助けたために重傷を負うが、Xioの治療を受けて一命を取り留め、再びサクラの前に元気な姿を見せた。
大地によると、15年前のウルトラ・フレアによって実体化して以来、サクラのような子供たちと友達になっていったが、子供たちが成長するにつれて自らのもとから離れていくため、サクラのような新たな友達と出会うまで独りぼっちの暮らしを繰り返していたと語られている。
- 第17話の脚本を担当した勝冶京子が最初に提示したプロットは「サラリーマンと友好怪獣の交流」という内容であったが、前作『ウルトラマンギンガS』第11話「ガンQの涙」と被るため、少女とピグモンの物語に変更された[65]。ピグモンのスーツの状態が良くなかったため、『ネオ・ウルトラQ』のブレザレンを登場させるという意見もあったが、勝冶は特殊な能力を持たない怪獣でなければ物語が活きてこないという理由から、ピグモンを推していた[65]。

## 『ウルトラマンR/B』に登場するピグモン
『ウルトラマンR/B』第17話「みんなが友だち」に登場。
怪獣や宇宙人が集まる年1回の大慰労会の世話役を務める。ダダと共に大慰労会を開催するも、彼が「大御所様」に間違えて日程を伝えてしまったことで到着が遅れ、ダダの発案で地球のハロウィンに乗じて仮装していた地球人を宇宙人に偽装する。再度大慰労会を行うべく、公園で出会った湊アサヒや彼女の友人たちを洋館に連れてくるが、そこに駆けつけたカツミとイサミがウルトラマンであることを知ったダダが巨大化し、ウルトラマンロッソやウルトラマンブルとの戦闘に突入してしまう。結局、その直後に到着した「大御所様」ことブースカに顛末をすべて正直に話し、ダダは反省のために縮小され、カプセルに閉じ込められる。

## 『劇場版 ウルトラマンR/B セレクト! 絆のクリスタル』に登場するピグモン
『劇場版 ウルトラマンR/B セレクト! 絆のクリスタル』に登場。
地球から7,452光年離れたホスター21星系の地球型惑星に棲息する怪獣。シュブランの葉っぱを主食とし、人懐っこく温厚である。メカゴモラ（カスタムヘビー）の襲撃に遭い危機に瀕するが、ロッソ（カツミ）に助けられ、彼に水を分け与える。
- 着ぐるみは『マックス』時のものなど微妙に造形が異なる3体が使用された[71]。

## 『セブンガーファイト』に登場するピグモン
『セブンガーファイト』第5話「壮絶！セブンガー引退試合」に登場。
ストレイジでは保護対象とされている。
セブンガーとガラモンが戦っている場所に迷い込むも、倒れたセブンガーを守ろうとして、ガラモンに踏み潰されて死亡する。
- 小さなものは食玩を使用している[73]。

## 『アニメちゃん』に登場するピグモン
映画『アニメちゃん』に登場。
アニメちゃんが壁に描いたブースカやカネゴンと共に宇宙電波の影響でパソコンから出たビームを浴びて実体化し、鏡の中の異次元空間を他2匹の愉快獣と共に行き来する。人語を喋り、歴代のピグモンで唯一火を吐く、またその性質のためか食料が石油でポリタンクからストローで飲んでいる。3匹で仕事を探し、遊園地のイベントの職につき、風船売りや火炎放射を披露したりしている（ブースカは子供を乗せて飛行、カネゴンが玩具の修理、ほか風船売りなど）。
- 声：栗葉子
- スーツアクター：金杉太朗

## 『大怪獣バトル ULTRA MONSTERS』に登場するピグモン
データカードダス『大怪獣バトル ULTRA MONSTERS』のストーリーモードに登場。EXまでのナビゲーター的キャラクターである。
レッドキングに襲われ、ビルに叩きつけられたところを主人公のバトルナイザーに収容される。それ以後は主人公に同行し、さまざまな脅威に遭遇しつつも、それに立ち向かう主人公の成長を見届けていく。人語を話し、語尾に「ッピ」と付ける。
- 雑誌『てれびくん』に付属した解説DVDでは、実写で着ぐるみが登場する。

## 過去の映像を流用しての登場
- 映画
  - 『長篇怪獣映画ウルトラマン』
  - 『ウルトラマン怪獣大決戦』
    - 上記2作とも初代登場エピソードの劇場公開。

  - 『ウルトラマンZOFFY ウルトラの戦士VS大怪獣軍団』
    - 「人間に友好な怪獣」としてゾフィーに紹介される。夢の中でガラモンになり、その後に『Q』の怪獣（モングラー、M1号、カネゴン）を紹介する。声は栗葉子で、次作『ウルトラマン物語』の同時上映作品の『アニメちゃん』でも栗はピグモンの声を演じる。

  - 『甦れ!ウルトラマン』
    - ゼットン星人のミスで他の怪獣たちと共に再生し、科特隊に怪獣軍団襲来を教えるが、ドドンゴに殺害される。この死が、ゼットンに敗れて自信をなくしていたハヤタ（ウルトラマン）の迷いを振り切らせる形となる。

  - 『ウルトラマンメビウス&ウルトラ兄弟』
    - ハヤタの回想シーンに登場。
- テレビ
  - 『ウルトラマンタロウ』
    - 第40話の回想シーンに35大怪獣・宇宙人の1体として登場。肩書きには「友好」は付かず、単に「珍獣」とテロップされている。ナレーションには「女の子に人気者のピグモン」と説明されている。

## その他の登場作品
- 『ジャンボーグA』の企画段階の漫画作品『ジャンボーX』第1話では、ゲスラに襲われて無人島に漂着したまもるくんを助けている。
- 田口成光（作）と内山まもる（絵）による漫画『決戦★ウルトラ兄弟VS11大怪獣』では、チブル星人によって怪獣軍団と共に復活させられており、にせウルトラセブンによってチブル星人の円盤に拘束されていた郷秀樹を脱出させるが、その際に命を落とす。助けに現れたゾフィー、ウルトラマン（作中ではMAT隊員から「前のウルトラマン」と呼称されており、ジャックとは実の兄弟という設定）、セブンに郷がテレパシーでチブル星人の円盤にいることを伝え、円盤が破壊された後に遺骸はゾフィー（ウルトラブレスターやスターマークを描き忘れられている）、ウルトラマン、セブンによって光の国へ運ばれる[74]。
- 帯番組『ウルトラマンM730 シュワッチ!イングリッシュ』では、ピグモンがウルトラマンパワードと共に司会を務めている。着ぐるみはガラモンとして造型されたものを流用。
- 『ウルトラマンメビウス』第21話では、怪獣墓場に漂っている姿が描かれている。
- 『ウルトラセブン』の未発表作品である「宇宙人15＋怪獣35」では、宇宙人の地球侵略の計画と東京に現れる怪獣軍団の出現をウルトラ警備隊に伝えに現れ、興奮液アフェタミンを開発させて散布して怪獣たちの闘争本能を刺激し、互いに戦わせる作戦を提案すると、冒頭の戦いで絶対安静の重傷を負って身動きが取れないダンをメディカルセンターから救い出し、怪獣との戦いに向かわせるという役割が予定されていた。雑誌『フィギュア王』に掲載された漫画「ゴードの巻」でも、ダンを戦いに向かわせる役割で登場する。
- 漫画『ウルトラマン超闘士激伝』ではカネゴンと共に頻繁に銀河最強武闘会の観戦客として登場する。第1回大会では持っていた風船が、ウルトラマンにハイパーゼットンを倒すヒントを与えるきっかけとなる。
- NINTENDO 64ソフト『PDウルトラマンバトルコレクション64』にも登場する。最初こそ非力だが、育て方次第でゼットンやタイラントなどの強豪怪獣とも十分に渡り合える力をつける。
- ウルトラマングッズの専門店「ウルトラマンワールドM78（ウルトラマンスタジアムの前身）」のCMでは、バルタン星人、ゼットンと共に店を訪れている。
- 『5夜連続シリーズ スーパーTV』の「人気怪獣大パレード」（1984年3月26日 - 3月30日放送）では、番組の合間のアニメ寸劇に登場。声優は田村景子[75]。
- JR博多シティのCMでは、2014年3月の「Amu Ultra Renewal」編の別バージョンでウルトラの母、バルタン星人、ダダと共に登場[76]。2014年6月のアミュ博多／アミュエスト／アミュ鹿児島「Amu Ultra Bargain」の別バージョンではウルトラの母、ダダ、ジャミラと共に登場[77]。2015年春の「Amu Est Ultra 1st Anniversary」編では単独で出演[78]。2015年夏の「Amu Est Ultra Bargain」編ではカネゴンと共に登場[79]。
- 2015年のファミリーマートのファミマ春フェスタのテレビCMでは、ダダとバルタン星人と一緒に買い物をしている[80]。また、同年ののファミマ春フェスタのテレビCMではくじ引きを巡って、カネゴンと取り合いをしている[81]。
- テレビアニメ
  - 『うーさーのその日暮らし 夢幻編』では、第1話で、地球に帰還したうーさーの前に現れた。また、第1話にはウルティメイトフォースゼロやメトロン星人も登場している。
  - テレビアニメ『SSSS.GRIDMAN』第2話では、新条アカネの部屋の棚にパワードピグモンのフィギュアが飾られている[82][83]。
- 『円谷プロダクションクリエイティブジャム50』で連載されている漫画『ピグモンなんだモン！』に登場[84]。ピグモンの他、レッドキングが登場する回もある。
- 『ウルトラ怪獣擬人化計画』にて擬人化される。
  - 漫画『ウルトラ怪獣擬人化計画 ギャラクシー☆デイズ』に登場。
  - アニメ『怪獣娘（かいじゅうがーるず） 〜ウルトラ怪獣擬人化計画〜』ではピグモンの魂を宿した怪獣娘として登場する。声は徳井青空が担当。

### リメイク怪獣
ピグ
声：滝口順平
アニメ作品『ザ☆ウルトラマン』に登場。語尾に「 - ダナ」を付ける。作品中では語られないが、ピグモンをモデルにしたロボットという設定で、自身のテーマソングでもそれを歌っている。
隕石小型珍獣 ミーニン
『ウルトラマンコスモス』に登場。

## その他の補足
- 初代ピグモンのスチル写真は存在せず、『長篇怪獣映画ウルトラマン』のロビーカードや昭和の時期の書籍にはガラモンがデパートで展示された時のカラー写真がピグモンとして掲載されている（最近は劇中フィルムのコマ焼きで掲載されることが多い）。
- デザインの成田亨によるピグモンのイラスト（海洋堂製「ガラモン」のソフビモデルの箱絵に使われた物や放送当時のカードのイラスト）では本編と異なり、指が4本描かれている。
- ハヤタ役を演じた黒部進はウルトラマンの中で一番印象に残っている怪獣にウーと共にピグモンの名前を挙げている（1999年11月20日放送の土曜日ほっとワイド-人生いきいき-より）[出典無効]。
- 1984年に円谷プロのアイドル、花井その子のデビュー曲「コズミックラブ」のプロモーションのためにバルタン星人、レッドキング、ピグモンの三体も一緒に踊っていた[75]。着ぐるみはこのための新規造型物である。
- 2009年12月5日放送の、『めちゃ×2イケてるッ!』では、『大怪獣バトル ウルトラ銀河伝説 THE MOVIE』の宣伝を兼ねて他の怪獣たちと共にオーディションを受ける役柄で出演。加藤浩次にとっては大御所らしく、劇中での活躍などを加藤から解説されていた。玉乗り対決ではマグマ星人と対決した。ウルトラ戦士の味方のため、ウルトラマンベリアルの「ウルトラマンを倒すためなら - ○○」という質問には参加していない。
- 「星のように…」（MISIA）のプロモーションビデオでは、ダダやメトロン星人と共に小学校から子供たちをのぞく。
- 『SmaSTATION!!』2009年12月19日放送分では、「ウルトラマン 9のヒミツ」と題した特集が組まれ、ガラモンからピグモンに改造されたことが紹介された。
- 2010年7月21日放送の『イチハチ』の「ヤング親バカ芸能人No.1決定戦」で杉浦太陽は遊園地へ行くと娘と写真を取らせるため、バルタン星人と共にいつも呼び出していることを明かした。
- プロバスケットボールbjリーグと円谷プロダクションのコラボレーション企画として開催された、ウルトラ怪獣を各チームのマスコットキャラクターとしてチームに加える「ウルトラ怪獣ドラフト2010」ではノミネート怪獣として候補に挙がり、富山グラウジーズよりドラフト指名された。